# Amelia Pincherle
Amelia Pincherle (Venecia, 16 de enero de 1870-Florencia, 26 de diciembre de 1954) fue una escritora y antifascista italiana.

## Biografía
Nacida en una familia judía no practicante y de tradición liberal veneciana, hija de James Pincherle Moravia y Emilia Capon, se casó en Roma el 3 de abril de 1892 con el livornés Giuseppe Emanuele Rosselli; del matrimonio nacieron Aldo, Carlo, y Nello. El matrimonio se separó en agosto de 1903 y ese mismo año Amelia Pincherle se mudó a Florencia con sus hijos. Aunque separada, asistió a su marido enfermo hasta su muerte en Florencia el 9 de septiembre de 1911.
Su hermano Carlo Pincherle, arquitecto y pintor, era el padre de Alberto Moravia; mientras que Laura Capon, hija de su primo, el Almirante Augusto Capon, fue esposa del físico Enrico Fermi. Su nieta fue la poetisa Amelia Rosselli.

### Compromiso político
Participa en la vida pública como miembro del Comité Ejecutivo de la Exposición de Arte y Obra de Mujeres de Roma y fue miembro de la cooperativa protofeminista "Industrie Donne Italiane", presidida por la filántropa estadounidense Cora Slocomb. Paralelamente a su actividad literaria y política, se inicia en el periodismo escribiendo reseñas, artículos y relatos para diversas revistas (Sociedad de amigos del libro, Il Marzocco, Regina. Revista para señoritas y señoritas, La Lettura). En 1908 se incorporó al Lyceum Club de Florencia, formado únicamente por mujeres siguiendo el modelo del Lyceo de Londres, París y Berlín, y se convierte en presidenta de la sección literaria.
En los años anteriores al estallido de la Primera Guerra Mundial, frecuentó los círculos del naciente nacionalismo, poniéndose del lado de los intervencionistas y transmitiendo la misma convicción a sus hijos al entender el conflicto como epílogo del Risorgimento: Amelia y sus hijos tenían la esperanza de que fuera la última guerra a fin de recuperar los últimos territorios italianos que aún estaban bajo dominio extranjero, Trento y Trieste.
Durante la guerra colaboró con la Oficina de Noticias para las familias de los soldados y, en memoria de su hijo Aldo -fallecido en Carnia durante la batalla del 27 de marzo de 1916-, fundó un albergue para el rescate de huérfanos hijos de combatientes. Con Olga Monsani y Gina Ferrero Lombroso, fundó en Florencia en 1917 la Asociación para la popularización de la mujer italiana y, nuevamente en memoria de su hijo Aldo, en 1918 fundó una biblioteca en la escuela primaria de Timau en Carnia. Es la responsable de la serie de libros para niñas “Biblioteca de las jóvenes italianas “ de la editorial Le Monnier que seguirá hasta 1926.

## Actividad antifascista y exilio
Desde principios de los años veinte comenzó a apoyar la actividad antifascista de sus hijos Carlo y Nello, a quienes acompañó en el confinamiento y sucesivo exilio. Tras el atentado a manos del régimen que costó la vida a Carlo y Nello (1937), abandonó Italia y se trasladó a Francia, luego a Suiza, Inglaterra y finalmente a Estados Unidos, adonde llegó en 1940 junto a sus dos nueras y siete nietos (entre ellos la futura poeta Amelia Rosselli).
Durante el exilio trabajó para mantener viva la memoria de sus hijos, proporcionando documentos a Aldo Garosci y Gaetano Salvemini, y continuó la actividad antifascista como presidente del Comité de Socorro a las Víctimas del Nazi-Fascismo en Italia y participacipando en iniciativas de la División de Mujeres de la Asociación Mazzini. En 1945, al no poder asistir al juicio por el asesinato de sus hijos desde el exilio, escribió cartas a los periódicos (The Nation ) y participó en una transmisión de radio en Nueva York, durante el cual se entrevistó a las dos nueras y se leyó uno de sus mensajes a los patriotas y partisanos del Norte de Italia, que luego se publicará en La Settimana dei Ragazzi (1 de abril de 1945).

## Regreso a Italia
Después de la liberación italiana, lucha por el voto de la mujer y participa en los eventos del Partido d'Azione; de vuelta a Italia en junio de 1946, colaboró en el semanal vinculado a dicho partido (Non Mollare) con la obra titulada Costruire (1947).

## Dramas y cuentos
Amelia fue la primera escritora de teatro italiana y adquirió gran notoriedad a finales del siglo XIX con su primera obra. De hecho, el 29 de octubre de 1898 su primer drama Anima ganó el Concurso Dramático de la Exposición Nacional y fue representado en el Teatro Gerbino de Turín por la compañía del Teatro dell'Arte di Alfredo De Sanctis. Su segundo drama, Ilusión, se representó el 26 de enero de 1901 en el Teatro Carignano de Turín a cargo de la compañía de Teresa Mariani.
En 1903, Pincherle publica una colección de cuentos que explican bien su poética y la influencia que tuvo sobre sus hijos. Gente oscura  plantea como protagonistas a los humildes, a los marginados, con quienes la autora crea un vínculo profundo, una empatía humana más que una implicación dictada por una visión política.El libro obtuvo una recensión positiva en el periódico Avanti!. Paralelamente, Amelia publica dos volúmenes de cuentos infantiles: Topinino. Storia di un bambino (1905) y Topinino garzone di bottega (Topinino, el dependiente de tienda) (1909), inspirados en una historia familiar. También escribió comedias en dialecto veneciano: El rèfolo y El socio del papa , que fueron representadas respectivamente el 26 de enero de 1909 en el Teatro Quirino de Roma y el 7 de febrero de 1911 en el Teatro Goldoni de Venecia, ambas con la compañía de Ferruccio Benini.

## Obras
- Anima. Dramma in tre atti, Lattes & C., Torino, 1901
- Felicità perduta, Belforte, Livorno, 1901
- Gente oscura, Roux e Viarengo, Torino-Roma 1903
- Topinino. Storia di un bambino, Roux e Viarengo, Torino-Roma 1905
- Illusione. Commedia in tre atti: L'idea fissa, L'amica, Scene, Roux e Viarengo, Torino-Roma 1906
- Topinino garzone di bottega, Bemporad, Firenze 1909
- San Marco. Commedia in tre atti, Treves, Milano, 1914
- Fratelli minori, Bemporad, Firenze 1921
- Emma Liona. Dramma in quattro episodi, Bemporad, Firenze 1924
- Memorie, Marina Calloni (ed.), Il Mulino, Bologna, 2001 [publicado a nombre de Amelia Rosselli]